# Зайдель, Януш Анджей
Януш Анджей Зайдель  (пол. Janusz Andrzej Zajdel;  15 августа 1938, Варшава — 19 июля 1985, там же) — польский писатель-фантаст, сценарист, физик. Пионер польской социальной фантастики.

## Биография
Окончил физико-математический факультет Варшавского университета по специальности «физика атомного ядра». Работал в Центральной лаборатории радиологической защиты, где в начале 1980-х гг. был инициатором создания профсоюза «Солидарность».
Скончался в Варшаве от рака легких.

## Творчество
Один из самых известных фантастов Польши, по мнению специалистов — второй по известности после Станислава Лема польский писатель.
Как автор научной фантастики, Зайдель дебютировал на страницах журнала «Млоды техник» в 1961 году рассказом «Тау Кита».
За 20 лет творчества опубликовал в различных журналах и антологиях более 50 рассказов. Кроме того, отдельными изданиями вышли 7 его романов. После его смерти осталось несколько неизданных рассказов и конспектов с изложениями новых произведений. Все они были изданы в посмертном сборнике «Прощальные заметки» (1989).
Проза Зайделя раннего периода представляет собой так называемую «прозу ученого» на темы машин и механизмов, контактов с другими цивилизациями, космических полетов и научных открытий.
Резкий поворот в творчестве автора произошёл на рубеже 1970-80-х годов, когда он примкнул к движению «Солидарность» и написал свои главные книги в жанре социально-политической фантастики: «Цилиндр Ван Троффа», «Предел», «Изнанка тени», «Вся правда о планете Кси» и «Парадизия». Эти романы сразу же вывели Зайделя в лидеры польской фантастики и выдержали множество переизданий на родине автора. И по сей день они составляют ядро польской социальной фантастики. В каждом из них описаны различные виды тоталитарных режимов, на Земле и за её пределами, и показаны опасности, которые несёт в себе установление таких режимов в иных звёздных системах.
Проза Зайделя переводилась на несколько языков, в том числе на русский, белорусский, болгарский, эсперанто, финский, чешский, венгерский, словенский и немецкий.
Кроме фантастики, Зайдель писал научные статьи и сценарии научно-популярных фильмов.

## Премии и награды
- 1973 — приз журнала «Млоды техник» за плодотворную писательскую деятельность
- 1980 — премия Министерства Культуры и искусства за «Цилиндр Ван Троффа»,
- 1984 — приз «Золотая Сепулька» за роман «Изнанка тени»,
- посмертно – награда польского фандома «SFINKS» за роман «Парадизия». Начиная с 1986 года, эта награда была переименована в премию имени Януша Зайделя и стала главной польской премией в области фантастики. Награда представляет собой статуэтку, которую вдова Зайделя Ядвига по традиции вручает польским авторам за лучшие произведения года по результатам читательского голосования.

## Избранная библиография
- Яд мантезии / Jad mantezji (1965)
- Проход сквозь зеркало / Przejście przez lustro (1975)
- Иллюзит / Iluzyt (1976)
- Феникс / Feniks (1981)
- Хвост дьявола / Ogon diabła (1982)
- Лаланде 21185 / Lalande 21185 (1966)
- Право на возвращение / Prawo do powrotu (1975)
- Цилиндр Ван Троффа / Cylinder van Troffa (1980)
- Предел / Limes inferior (1982)
- Изнанка тени / Wyjście z cienia (1983)
- Вся правда о планете Кси / Cała prawda o planecie Ksi (1983)
- Парадизия / Paradyzja (1984)

## Издано посмертно
- Куда едет этот трамвай / Dokąd jedzie ten tramwaj? (1988)
- Высшая правота / Wyższe racje (1988)
- Прощальное письмо / List pożegnalny (1989)
- Отчет из первых рук / Relacja z pierwszej ręki (2010)